# Lipienki
Lipienki (niem. Lippinken/Lipinken) – część wsi Jeżewo w Polsce, położona w województwie kujawsko-pomorskim, w powiecie świeckim, w gminie Jeżewo.
W latach 1975–1998 Lipienki administracyjnie należały do województwa bydgoskiego.

## Historia
Lipienki Kociewska wieś, pierwsza historyczna nazwa pochodzi z lat 1402-1409 i została zapisana jako Lyppin. Następnie to: Lypchin cleyn (1415 r.), Lipienka (ok. 1534 r.), Lipno Minus (1583 r.), Lipienko (1649 r.), Lipinken (ok. 1790 r.), Lipinki (1884 r.), Lipienki (1920 r.), niem. Lippinken. Nazwa wsi pochodzi od nazwy miejscowej Lipno z formantem -k i wahaniem rodzajowym. Dosłownie należy interpretować nazwę wsi jako małe Lipno, w odróżnieniu od wsi Lipno, która leży również nad jeziorem Laskowickim, naprzeciw Lipienek.
Pierwsza wzmianka historyczna o wsi pochodzi ze spisu dziesięcin biskupa włocławskiego z lat 1402-1409 i podaje, że właściciel rycerskiej wsi Lipienki zobowiązany jest do zapłaty dziesięciny na rzecz Kościoła. Pierwszym znanym rycerzem – właścicielem dóbr był Michał z Lipienek (1451 r.). Następnie wieś należała do Mikołaja, który w 1455 r. znalazł się w niewoli krzyżackiej wskutek zajęcia i spalenia miasta Świecia. W latach 1590-1598 wieś trzymał wojewoda Jan Kostka herbu Dąbrowa. Pod koniec XVI wieku dobra lipieńskie dzieliło trzech właścicieli: Lipiński, Osłowski i nieznany dygnitarz pomorski. Najprawdopodobniej pod koniec XVII stulecia wieś znalazła się w jednych rękach, o czym świadczą zapisy źródłowe (Lniscy herbu Ostoja, Zawadzcy). W roku 1768 dobra lipieńskie kupił od Zawadzkich za 8500 guldenów kapitan Franciszek Jaworski herbu Sas. W rękach Sas-Jaworskich Lipienki były do 1906 r., kiedy to w wyniku kupna stały się własnością rodu Liszkowskich herbu Prawdzic. 10 października 1912 r. władze pruskie dokonały przymusowego wywłaszczenia Lipienek – był to swoisty akt zemsty za działalność patriotyczną w Jeżewie Emilii i Wincentego Liszkowskich. Niemiecka Komisja Kolonizacyjna w latach 1913-1918 z dawnego majątku utworzyła znaczną liczbę niewielkich osad gospodarskich dla niemieckich robotników leśnych i kolejowych. Po odzyskaniu niepodległości (1920 r.) władze polskie oddały część dóbr rodzinie Liszkowskich. Na 147 ha w latach 1920-1939 gospodarował syn Emilii i Wincentego – Zygmunt Liszkowski. W czasie okupacji większość lipieńskich rolników została wywłaszczona i zmuszona do opuszczenia swoich włości lub wyjazdu, najczęściej do Generalnego Gubernatorstwa – taki los spotkał również Liszkowskiego. Po wojnie resztówkę Liszkowskich przejęło państwo polskie i w ramach reformy rolnej w 1945 r. przekazało miejscowym bezrolnym i małorolnym.
Pierwsze informacje o obszarze wsi pochodzą z lat 1402-1409 i podają, że areał osady liczył 19 łanów (ok. 323 ha), w 1772 r. majątek z folwarkiem w Wężowcu miał 14 łanów (ok. 238 ha), w 1880 r.dobra lipieńskie liczyły 771 ha: ziemi ornej – 277 ha, łąk – 36 ha, pastwisk – 27 ha, lasów – 408 ha, wody – 6 ha, nieużytków – 14 ha. Pierwsze dane liczbowe o mieszkańcach Lipienek pochodzą z 1772 r. i podają, iż we wsi żyło 78 osób – wszystkie były katolikami. Po ponad stu latach (1885 r.) osadę zamieszkiwało 162 osoby, z których 150 było katolikami, a więc zapewne Polakami.
Niewątpliwie jedną z najbardziej zaskakujących informacji o Lipienkach jest to, że od początków XV wieku wieś posiadała gród warowny z niewielkim zameczkiem usytuowanym nad brzegiem jeziora Laskowickiego (powyższy fakt odnotowywali historycy polscy i niemieccy). Zamek miał popaść w ruinę pod koniec XVII wieku i dziś jedynie ukształtowanie terenu sugeruje jego lokalizację.
Spośród właścicieli Lipienek na uwagę zasługują rody Sas-Jaworskich i Liszkowskich. Obie rodziny, w okresie zaborów z dużym zaangażowaniem włączyły się w działalność patriotyczną, która skutecznie pobudzała polskiego ducha narodowego oraz aktywizowała lokalną społeczność w sferze ekonomicznej, oświatowej, kulturalnej i politycznej. Duże uznanie społeczne zyskała działalność Juliana Sasa-Jaworskiego (1862-1930). Był on w latach 1897-1898 i 1907-1912 posłem do parlamentu Rzeszy, członkiem Komitetu Wyborczego Prowincjonalnego na Prusy Królewskie, współtwórcą Polskiego Centralnego Komitetu Wyborczego, wiceprezesem parlamentarnego Koła Polskiego. Pod koniec XIX stulecia Lipienki dzięki aktywności właściciela stały się prężnym gospodarstwem rolno-hodowlanym specjalizującym się w hodowli bydła mlecznego i uprawie buraków cukrowych oraz ziemniaków. W 1896 r. Julian Sas-Jaworski wybudował we wsi gorzelnię (przetrwała do lat 80. XX w, kiedy ją rozebrano, a cegłę wykorzystano na budowę domu kultury w Jeżewie). Również w tym samym okresie dziedzic Lipienek nad brzegiem jeziora pobudował okazały dom mieszkalny oraz założył ogród ozdobny wokół dworu (obiekt został zniszczony w czasie działań wojennych, w lutym 1945 r.). Po odzyskaniu przez Polskę niepodległości działał w powiecie lubawskim, gdzie był starostą lubawskim (lata 1921-1926).
Dla sprawy polskiej w Jeżewie i okolicach wielkie zasługi położyli Wincenty i Emilia Liszkowscy, którzy w ciągu kilku lat zaktywizowali okoliczną społeczność, doprowadzając do założenia polskich instytucji: banku ludowego i spółdzielni handlowej (1907 r.). Wincenty Liszkowski (1867-1912) pochodził z Poznania, z wielkopolskiej rodziny kupieckiej. Po ukończeniu studiów rolniczych osiadł w Miedzianowie powiat Ostrów Wielkopolski. Po znalezieniu się na Pomorzu dynamicznie rozwijał swoje gospodarstwo rolne, aktywnie z żoną prowadził działalność propolską. Zmarł nagle w Lipienkach (1912 r.). Emilia Liszkowska-Parczewska (1877-1962) pochodziła z Poznania z rodziny Osowickich. Z zamiłowania była artystką – malarką. Bez reszty poświęcała się pracy społecznej i działalności patriotycznej. W Jeżewie współtworzyła: bank, spółdzielnię handlową, koło gospodyń wiejskich, kółko rolnicze. Ponadto działała, między innymi w Towarzystwie Czytelni Ludowych i Kole Ziemianek Polskich, w Świeciu nad Wisłą. Po śmierci Wincentego wyszła ponownie za mąż za Tadeusza Parczewskiego – dziedzica Belna (miejscowość oddalona 5 km od Jeżewa). Z inicjatywy KGW w Jeżewie na przykościelnym cmentarzu w Jeżewie 25 czerwca 2012 r. wmurowano tablicę pamiątkową: „Emilia Liszkowska-Parczewska 1877-1962 artystka malarka, niezłomna Polka i patriotka, wybitna organizatorka ruchu społeczno-narodowego na Pomorzu, niestrudzona działaczka Koła Gospodyń Wiejskich w Jeżewie”.
W okresie II Rzeczypospolitej w Lipienkach na 17 ha gospodarstwie żyła rodzina Leonarda i Ireny Starosteckich. Jednym z ich synów był Zdzisław Starostecki (1919-2010), który zasłynął jako współtwórca amerykańskiego systemu rakietowego „Patriot”. Późniejszy generał brygady (2009 r.) spędził w Lipienkach 19 lat beztroskiego dzieciństwa.